# Щербаков Василь Юхимович
Василь Юхимович Щербаков (1887, місто Шахти, тепер Ростовської області, Російська Федерація — 1975, місто Житомир) — український радянський діяч, прокурор Маріупольського округу, голова Маріупольської окружної контрольної комісії КП(б)У. Член Центральної Контрольної Комісії КП(б)У в грудні 1925 — червні 1930 року. Член ВУЦВК.

## Біографія
З юних років наймитував, потім працював робітником на шахтах Донбасу.
Член РСДРП(б) з 1913 року. Брав активну участь у революційному русі.
У 1918—1921 роках — у Червоній армії, служив політичним працівником ряду військових частин.
У 1921—1923 роках — завідувач Юзівського повітового відділу юстиції на Донбасі. У 1923—1925 роках — прокурор Маріупольської окружної прокуратури.
З 1925 року — голова Маріупольської окружної контрольної комісії КП(б)У-РСІ. Обирався членом Партійної колегії Центральної Контрольної Комісії КП(б)У.
У 1931 році закінчив Харківську промислову академію.
У 1931—1941 роках — директор ряду вугільних підприємств на Донбасі. Під час німецько-радянської війни — на відповідальній господарській роботі в евакуації.
У 1946—1960 роках — директор Овруцького рудоуправління Житомирської області.
У 1960—1972 роках — завідувач філіалу Ірпінського індустріального технікуму в місті Житомирі.
З 1972 року — персональний пенсіонер союзного значення. Помер наприкінці листопада 1975 року.

## Нагороди
- орден Леніна
- орден «Знак Пошани» (19.07.1958)
- медалі
- Почесна грамота Президії Верховної Ради Української РСР (1963)